# Principat de Vladímir-Súzdal
El  Principat de Vladímir-Súzdal,  Gran Ducat de Vladímir-Súzdal (en rus: Владимиро-Суздальское княжество) o  Rus de Vladimir-Súzdal (Владимирско-Суздальская Русь) va ser un els grans principats que van succeir a la Rus de Kíev com a principal potència eslava des de finals del segle xii fins a les acaballes del segle xiv. Considerat tradicionalment com el bressol de l'idioma i la nacionalitat russes, Vladímir-Súzdal evolucionaria gradualment fins a transformar-se en el Gran Ducat de Moscou.

## Inicis

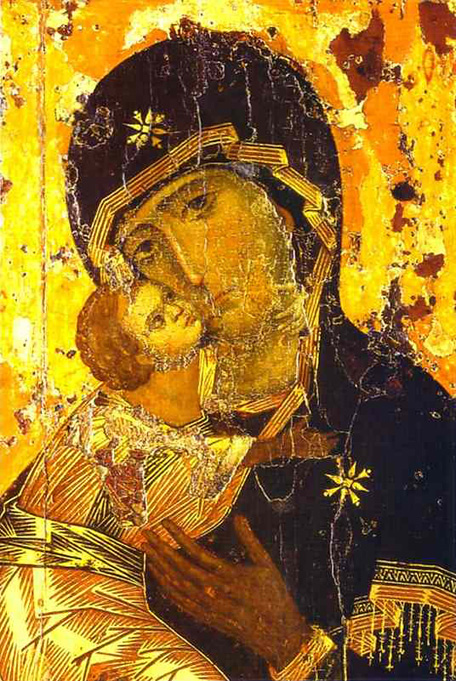
La veneració de la Theotokos com santa protectora de Vladímir va ser introduïda pel príncep Andreu, que li va dedicar nombroses esglésies i instal·lar al seu palau una imatge venerada, coneguda com la Mare de Déu de Vladimir.

A mitjans del segle xii la Rus de Kíev es va desintegrar en terres i principats independents. La Rus del Sud, castigada per tribus nòmades i afeblida per les constants discòrdies intestines entre els prínceps, a poc a poc va acabar perdent la seva grandesa. Llavors, el centre de la vida política i econòmica es va traslladar al nord-est, a la conca del Volga superior.
El principat va ocupar un vast territori al nord-est de la Rus de Kíev limitat, aproximadament, pels rius Volga, Oka i Dvinà Septentrional. Al segle xi, la capital local va ser Rostov la Gran, i les principals ciutats incloïen Súzdal, Iaroslavl i Belozersk. En aquesta època, les terres entre l'Oka i el Volga, també coneguda com a  Rus Zalesskaia , quedaven en la perifèria de la Rus de Kíev. Les seves terres, riques des del punt de vista agrícola, amb nombrosos rius i rierols, boscos i prats, només començava a poblar. Cap dels prínceps de Kíev s'interessaven per elles.
Vladimir II Monòmac, a l'assegurar els seus drets al principat a 1093, va traslladar la capital de Rostov a Súzdal. Quinze anys més tard (1108), va enfortir i va reconstruir la ciutat de Vladimir, al marge abrupte del riu Kliazma, a 31 km al sud de Súzdal.
A la mort del príncep el 1125, aquesta terra se separa de la Rus del Sud, i el seu fill Iuri Dolgoruki es converteix en el seu primer príncep. Va traslladar la seu del principat a Vladímir a 1157. Els boiars de Rostov i Súzdal, però, eren reticents a perdre la supremacia, i va seguir una breu guerra civil. És l'època en què es va produir l'activa colonització de les terres nord-orientals, en les que el nou príncep va tenir gran participació, Construint ciutats, esglésies i monestirs. No obstant això, el príncep no perdia les esperances d'ocupar el tron de Kíev i mantenia constants guerres pel gran principat. En una d'aquestes batalles Iuri Dolgoruki va aconseguir ocupar Moscou (1147), en aquells pobles que pertanyien al boiar Stepan Kutxka. el 1156, a Moscou, per ordre seva, es construeix una fortificació de fusta i una fossa voltant.
A mitjans del segle xii, quan les terres meridionals de la Rus van ser sistemàticament assaltades per nòmades túrquics, la seva població va començar a emigrar cap al nord. Pel que anteriorment eren zones boscoses, conegudes com a Zalessie, es van establir nombrosos assentaments nous. La fundació de Pereslavl, Kostromà, Dmítrov, Moscou, Iúriev-Polski, Úglitx i Tver es van atribuir (pels cronistes o la llegenda popular) a Iuri Dolgoruki. Les principals ciutats del principat de Susdalia serien, així, Rostov, Iaroslavi, Súzdal, Vladímir, Tver, Nijni Nóvgorod i Moscou.
el 1155 el príncep Iuri arriba a la seva meta i es converteix en el Gran Príncep de la Rus de Kíev, però dos anys més tard és enverinat pels boiars d'aquesta ciutat.

## Desenvolupament del principat

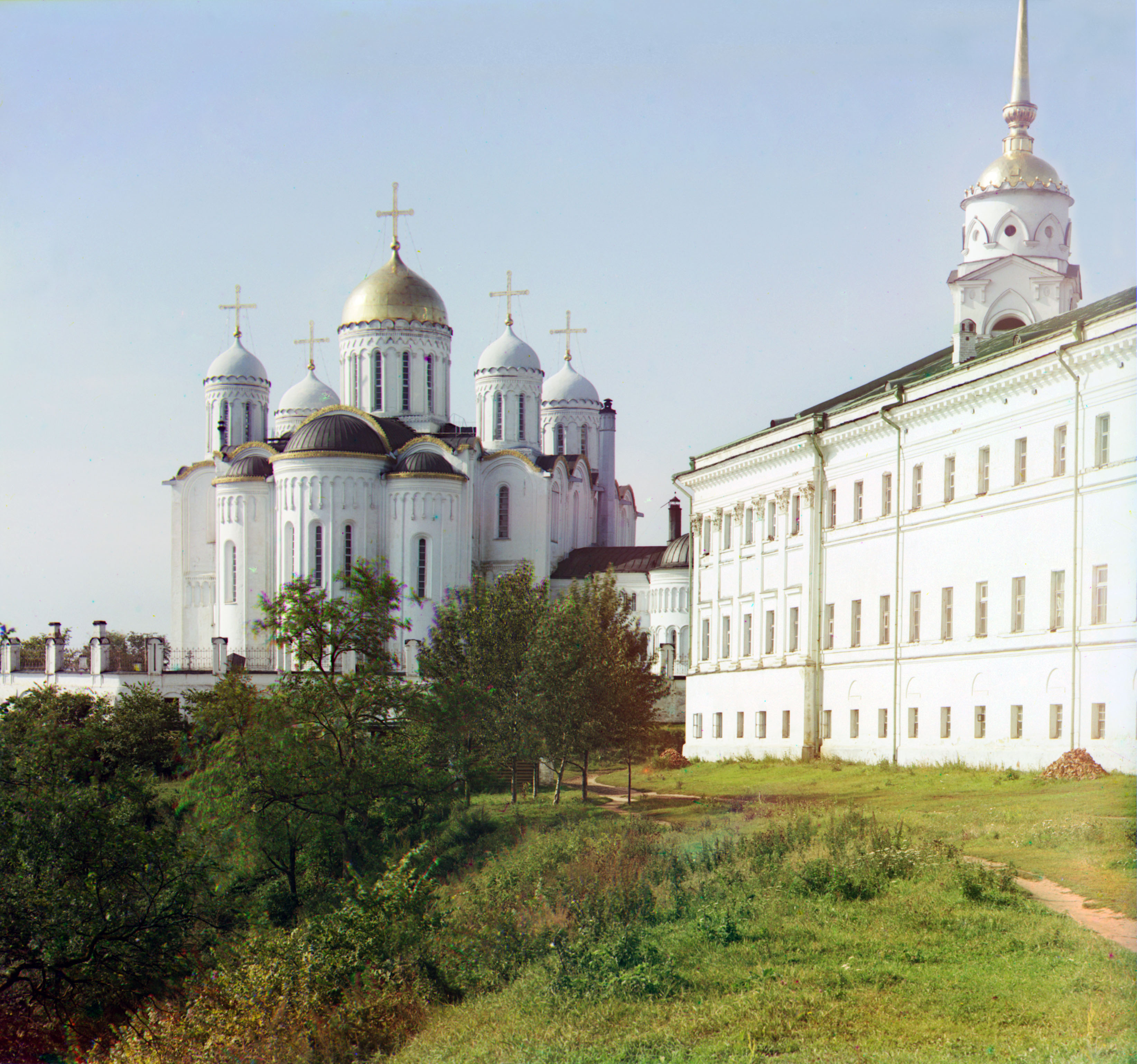
Església de l'Assumpció a Vladímir, va ser construïda en 1158-1160 i va funcionar com a església mare de Rússia al.

Andreu el Pius, fill de Iuri Dolgoruki, havia estat enviat pel seu pare al nord i convidat pels boiars del lloc a governar aquests territoris. És a Andrés el Piadós a qui s'ha d'atorgar el mèrit de dur a Vladimir al seu zenit del poder polític. Andrés va ser un governant singularment dotat, que va tractar amb menyspreu als antics centres de poder com Kíev. Després de cremar Kíev a 1169, va rebutjar acceptar el tron de Kíev i en lloc d'això entronitzar el seu germà menor. La capital de Vladímir va ser per a ell una preocupació molt més gran, i la va embellir amb esglésies i monestirs de pedra blanca. Andrés va ser assassinat pels boiars a la seva residència suburbana de Bogoliúbovo el 1174.
Després d'un breu interregne, el germà d'Andreu, Vsèvolod III va assegurar el tron. Va continuar la major part de les polítiques del seu germà, i de nou va sotmetre a Kíev a 1203. El principal enemic de Vsèvolod, però, va ser el Principat de Riazan meridional, que pel que sembla suscitar discòrdia dins de la família principesca, i el poderós estat turc de Bulgària del Volga, que limitava amb Vladimir-Súzdal per l'est. Després de diverses campanyes militars, Riazan va cremar fins als fonaments, i els búlgars es van veure obligats a pagar tribut.
La mort de Vsevolod a 1212 va provocar un seriós conflicte dinàstic. El seu fill gran, Constantí, va obtenir el suport dels poderosos boiars de Rostov i Mstislav III de Kíev va expulsar a l'hereu legitimitat, el seu germà Iuri II Vsevolodovitx, de Vladímir a Rostov. Només sis anys després, a la mort de Constantí, va aconseguir Iuri tornar a la capital. Iuri va ser un despietat governant que va derrotar decisivament a la Bulgària del Volga i instal·lar el seu germà Iaroslav II Vsevolodovitx a Nóvgorod. El seu regnat, però, va acabar en catàstrofe, quan les hordes mongols a les ordres de Batu Khan van prendre i van cremar Vladímir el 1238 després de la victòria a la batalla del riu Sit. Després van devastar altres de les principals ciutats de Vladímir-Súzdal durant la invasió mongola de Rússia.

## Jou mongol
Ni Vladímir, ni cap de les ciutats més antigues, van aconseguir recuperar després de la invasió mongola. El principat ràpidament es va desintegrar en onze petits principats: Moscou, Tver, Pereslavl, Rostov, Iaroslavl, Uglich, Belozersk, Kostromà, Nijni Nóvgorod, Starodub del Klyazma i Yurev-Polsky. Tots ells van reconèixer nominalment la sobirania del Gran Príncep de Vladimir, que era nomenat pel mateix Kagan. Fins i tot el popular Alexandre Nevski de Pereslavl va haver d'anar a la capital del Kagan en Karakorum per a ser instal·lat com Gran Príncep a Vladimir.
A finals del segle, només tres ciutats, Moscou, Tver i Nijni Novgorod, encara lluitaven pel titular de Gran Príncep. Els seus governants, una vegada instal com a grans prínceps de Vladímir, ni tan sols es preocupaven per deixar la capital i establir permanentment en Vladimir. Quan el metropolità de tota la Rus va traslladar la seva seu de Vladímir a Moscou el 1325, va quedar clar que el Gran Ducat de Moscou havia passat amb èxit a Vladimir com a centre principal del poder a la Rus nord-oriental.

## Grans prínceps de Vladímir-Súzdal
- 1168 - 1174 Andreu Bogoliubski, primer gran príncep de Vladímir, fill de Iuri Dolgoruki
- 1174 - 1176 Miquel de Vladímir, fill de Iuri Dolgoruki
- 1176 - 1212 Vsèvolod III de Vladímir el Gran Niu, fill de Iuri Dolgoruki
- 1212 - 1216 Iuri II, tercer fill de Vsèvolod el Gran Niu
- 1216 - 1218 Constantí I, fill gran de Vsèvolod el Gran Niu
- 1218 - 1238 Iuri II, restaurat
- 1238 - 1246 Iaroslav II, quart fill de Vsèvolod el Gran Niu
- 1246 - 1249 Sviatoslav III, sisè fill de Vsèvolod el Gran Niu
- 1249 - 1252 Andreu II, tercer fill de Iaroslav II
- 1252 - 1263 Alexandre Nevski, quart fill de Iaroslav II
- 1264 - 1271 Iaroslav III, fill de Iaroslav II
- 1272 - 1277 Basili de Kostromà, fill menor de Iaroslav II
- 1277 - 1294 Demetri de Pereslavl, segon fill d'Alexandre Nevski
- 1294 - 1304 Andreu de Gorodets, fill d'Alexandre Nevski
- 1304 - 1318 Miquel de Tver, segon fill de Iaroslav III
- 1318 - 1322 Iuri de Moscou
- 1322 - 1326 Demetri de Tver
- 1326 - 1327 Alexandre de Tver
- 1328 - 1341 Ivan I de Moscou (Iván Kalita)
- 1341 - 1353 Simeó de Moscou (Simeó l'Orgullós)
- 1353 - 1359 Ivan II de Moscou (Ivan el Bo)
- 1359 - 1362 Demetri de Súzdal